# Rivière Ziotte
La rivière Ziotte est un cours d'eau de Basse-Terre en Guadeloupe prenant sa source au nord du Dos d'Âne et au sud du Morne Bel-Air et se jetant dans la mer des Caraïbes.

## Géographie

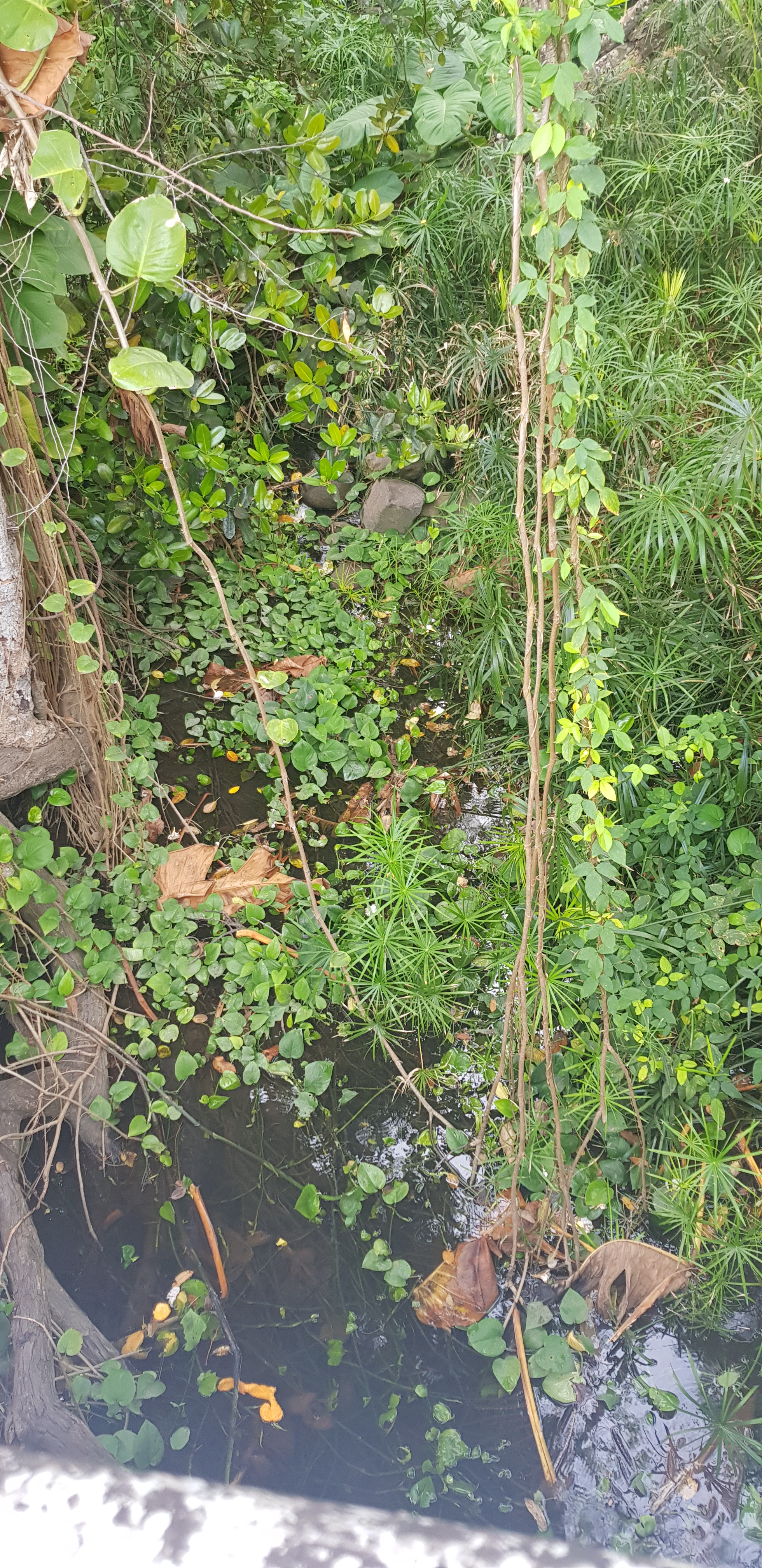
Rivière Ziotte

Longue d'environ 4 km, la rivière Ziotte prend sa source à 562 m d'altitude sur le flanc nord du Dos d'Âne.
Proche de son embouchure, elle reçoit la rivière Maya. Son cours est régulier et elle se jette à l'extrémité nord de la plage de Grande Anse.